# 天野康宗
天野 康宗（あまの やすむね、天正2年（1574年） - 正保2年3月21日（1645年4月17日））は江戸時代前期の武士。駿河興国寺藩・藩主天野康景の長男で嫡子。母は牛田行正の娘。正室は安部信勝の娘。対馬守。

## 生涯
父の康景は徳川家康の側近として活躍し、本多重次や高力清長と共に岡崎三奉行と称された。家康の関東移封後は下総国内で3000石を与えられ、同時に江戸町奉行に就任。慶長6年（1601年）には1万石を与えられて興国寺藩主となった。しかし、慶長12年（1607年）に本多正純と対立、康宗は父に従って城地を放棄し出奔したため、改易に処せられた。その後、康宗は寛永5年（1628年）に赦免されて1000俵を与えられ、天野氏は旗本として存続している。